# 歌えリコーダー
『歌えリコーダー』（うたえリコーダー）は、NHK教育テレビジョンで2000年4月10日から2003年3月18日まで放送されていた小学校3年生向けの学校放送（教科：音楽）である。

## 概要
様々な音楽のデータベースが存在する「バッハ邸」で仲間たちとミニコンサートを開く。
番組では「リコーダーへの興味をずっともち続けてもらうこと」を目標にした。

## 放送時間
いずれも日本標準時、別の時間帯での再放送あり。
| 期間                          | 放送時間                                                      |
| ----------------------------- | ------------------------------------------------------------- |
| 2000年4月10日 - 2001年3月12日 | 月曜日 09:45 - 10:00                                          |
| 2001年4月10日 - 2002年3月12日 | 火曜日 11:00 - 11:15                                          |
| 2002年4月9日 - 2003年3月18日  | 火曜日 09:45 - 10:00 2003年4月1日の再放送もこの時間帯で実施。 |

## キャスト
- リコ - 髙塚恵理子[3]
  - 歌とダンスが好きなお姉さん[3]
- カネコさん - 金子健治[3][5][6][注釈 1]
  - リコーダーの名手[3]
- バッハくん、ナレーター - まるたまり[3]
- バッハくんの操演 - まきたまさこ[3]
  - バッハの末裔を自任している[3]
- リコーダー - 早崎靖典
- ギター - 伊東福雄
- ピアノ - 佐藤薫子
- 東京放送児童合唱団

## 放送リスト
| 回 | タイトル             | 初回放送日     |
| -- | -------------------- | -------------- |
| 1  | こんにちはリコーダー | 2000年04月10日 |
| 2  | がっきでおしゃべり   | 2000年04月24日 |
| 3  | シラソからはじめよう | 2000年05月15日 |
| 4  | 心の中で歌おう       | 2000年05月29日 |
| 5  | 耳をすまして音あそび | 2000年06月12日 |
| 6  | ドレドレソレまで     | 2000年06月26日 |
| 7  | 夏の音楽会           | 2000年07月10日 |
| 8  | おぼえてるかな（1）  | 2000年08月28日 |
| 9  | リズムにのって       | 2000年09月18日 |
| 10 | 音であそぼう         | 2000年10月02日 |
| 11 | やさしくミとレ       | 2000年10月16日 |
| 12 | 日本の音             | 2000年10月30日 |
| 13 | ゆったりドの音       | 2000年11月13日 |
| 14 | ファの音みつけた     | 2000年11月27日 |
| 15 | 冬の音楽会           | 2000年12月11日 |
| 16 | おぼえてるかな（2）  | 2001年01月12日 |
| 17 | サミングでジャンプ   | 2001年01月22日 |
| 18 | 息を合わせて         | 2001年02月05日 |
| 19 | いろいろなふきかた   | 2001年02月19日 |
| 20 | 音楽はともだち       | 2001年03月05日 |

## スタッフ
- 人形デザイン - 藤井路以
- CG - Saver
- 人形制作 - 人形劇団じろっぽ
- 人形小道具 - 梅谷育代
- 演奏 - トーンマイスター
- 振付 - 山口真美
- 構成 - 武藤京、馬場隆
- 音楽 - 若松歓

## 主題歌
- 魔法のスティック（作詞：武藤京 / 作曲：若松歓）[8]